# Präsidentschaftswahl in Estland 2016

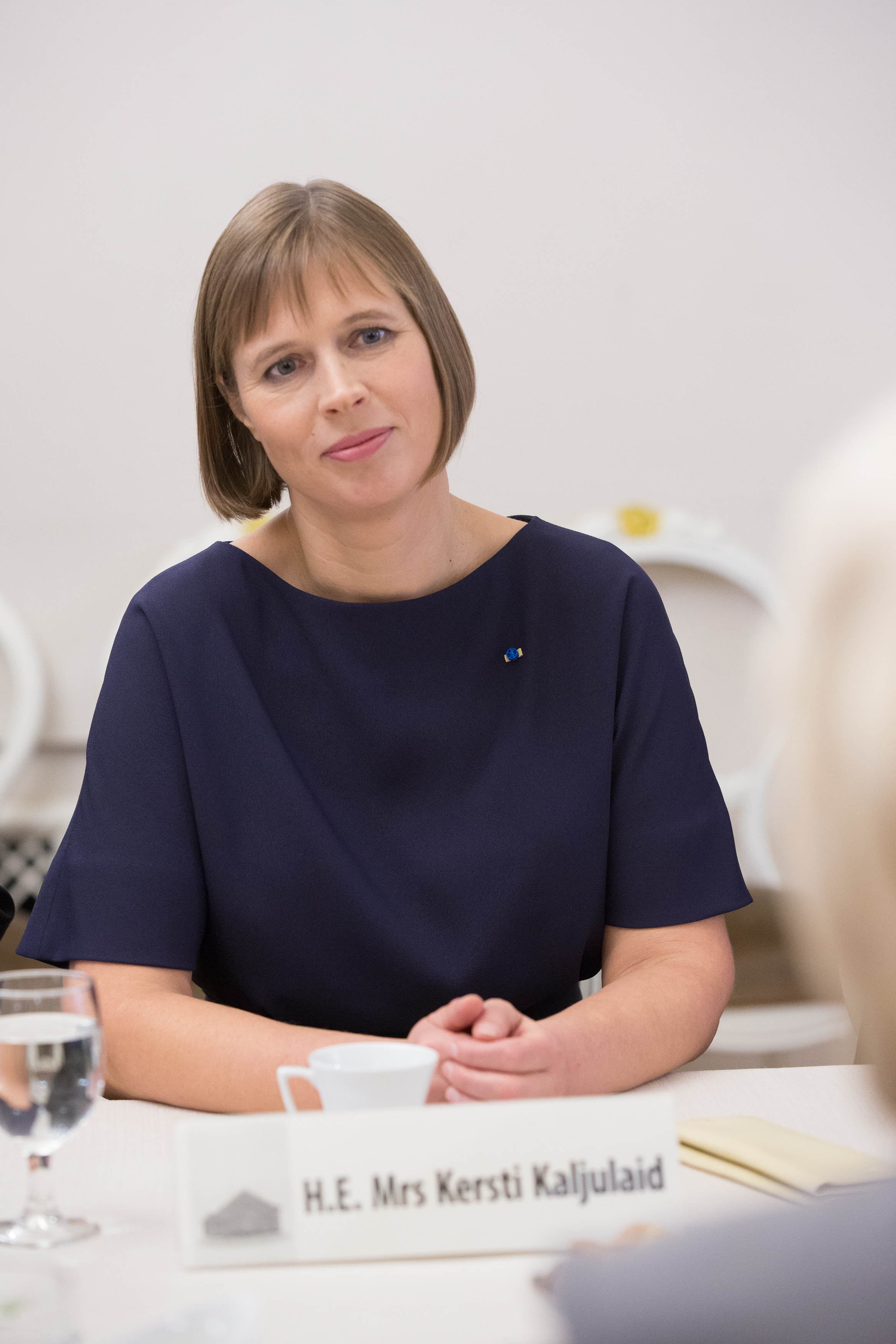
Kersti Kaljulaid konnte sich 2016 als Kompromisskandidatin im sechsten Wahlgang durchsetzen

Vom 29. August bis zum 3. Oktober fand die Präsidentschaftswahl in Estland 2016 statt. Zum vierten Staatspräsidenten der Republik Estland nach Wiedererlangung der staatlichen Unabhängigkeit 1991 wurde die 46-Jährige Kersti Kaljulaid gewählt. Die Amtszeit beträgt fünf Jahre.

## Wahl 2016
Der bisherige Amtsinhaber Toomas Hendrik Ilves konnte nach zwei Amtsperioden nicht mehr kandidieren. Seine Amtszeit endete mit Ablauf des 9. Oktobers 2016.
Das passive Wahlrecht besitzt jeder Bürger, der die estnische Staatsangehörigkeit durch Geburt erworben und das 40. Lebensjahr vollendet hat. Die Wahl findet in geheimer Abstimmung statt.

## Wahlverfahren
Das Wahlverfahren ist in § 79 der estnischen Verfassung sowie im Gesetz über die Wahl des Präsidenten (Vabariigi Presidendi valimise seadus) geregelt.

### Parlament
Das Wahlrecht liegt zunächst bei den 101 Abgeordneten des estnischen Parlaments (Riigikogu). Der erste Wahlgang fand am 29. August 2016 statt. Zur Kandidatur zugelassen ist jeder estnische Staatsangehörige, dessen Kandidatur von mindestens 21 Abgeordneten unterstützt wird (ein Fünftel der gesetzlichen Mitgliederzahl). Jeder Abgeordnete kann nur einen Kandidaten unterstützen. Gewählt ist derjenige Kandidat, der mindestens 68 Stimmen auf sich vereinigen kann (Zwei-Drittel-Mehrheit). Jeder Abgeordnete hat eine Stimme.
Findet kein Kandidat im ersten Wahlgang die erforderliche Mehrheit, findet am folgenden Tag ein erneuter Wahlgang im Parlament statt. Im zweiten Wahlgang können neue Kandidaten aufgestellt werden. Eine Kandidatur muss von 21 Abgeordneten unterstützt werden. Gewählt ist, wer im zweiten Wahlgang 68 Stimmen auf sich vereinigen kann.
Erhält im zweiten Wahlgang kein Kandidat die erforderliche Mehrheit, findet am selben Tag im Parlament ein weiterer Wahlgang statt. Kandidaten sind die beiden Personen, die im zweiten Wahlgang die meisten Stimmen auf sich vereinigen konnten. Gewählt ist im dritten Wahlgang derjenige Kandidat, der 68 Ja-Stimmen erhält.
Erhält auch im dritten Wahlgang kein Kandidat die erforderliche Mehrheit, geht das Wahlrecht auf eine besondere Wahlversammlung (valimiskogu) über, die nur für die Wahl des Staatspräsidenten gebildet wird.

### Wahlversammlung
Die Wahlversammlung trat am 24. September 2016 zusammen. Sie wird vom Parlamentspräsidenten einberufen. Die Wahlversammlung hat 335 Mitglieder. Ihr gehören die 101 Abgeordneten des Parlaments sowie 234 weitere Mitglieder an, die von den kommunalen Gebietskörperschaften (Städte und Gemeinden) gewählt werden.
Im ersten Wahlgang der Wahlversammlung stehen die beiden Kandidaten des dritten Parlaments-Wahlgangs zur Wahl. Es können zusätzlich weitere Kandidaten aufgestellt werden, deren Kandidatur von mindestens 21 Mitgliedern der Wahlversammlung unterstützt wird. Gewählt ist derjenige Kandidat, der mehr als 50 % der in der Wahlversammlung abgegebenen Stimmen auf sich vereinigen kann.
Wird im ersten Wahlgang kein Kandidat gewählt, findet am selben Tag ein zweiter Wahlgang statt. Dort stehen die beiden Kandidaten zur Wahl, die im ersten Wahlgang der Wahlversammlung die meisten Stimmen erreicht haben. Von beiden ist derjenige gewählt, der im zweiten Wahlgang mehr als 50 % der abgegebenen Stimmen auf sich vereinigen kann.
Erhält keiner der beiden Kandidaten die für die Wahl erforderliche Stimmenzahl geht das Wahlrecht erneut auf das Parlament über. Es würde am 3. Oktober zur Wahl zusammenkommen.

## Kandidaten
Aufgrund des komplizierten Wahlverfahrens und schwieriger Mehrheitsverhältnisse im Parlament war der Ausgang der Präsidentschaftswahl ungewiss. Im Parlament konnte zunächst in drei Wahlgängen kein Kandidat eine Zwei-Drittel-Mehrheit (das heißt 68 Ja-Stimmen) auf sich vereinigen.

### Erster Wahlgang im Parlament (29. August 2016)
Für die erste Runde im Parlament hatten die liberale Reformpartei (Reformierakond) und die Sozialdemokraten den sozialdemokratischen Parlamentspräsidenten Eiki Nestor benannt. Sollte Nestor nicht gewählt werden, wollten die Parteien in den beiden kommenden Runden den früheren Vorsitzenden der Reformpartei und ehemaligen EU-Kommissar Siim Kallas unterstützen.
Die größte Oppositionspartei, die Zentrumspartei (Keskerakond), hat die ehemalige Bildungsministerin Mailis Reps nominiert. Reps hatte sich im Juni 2016 in einer parteiinternen Kampfabstimmungen gegen ihren Parteichef, den Tallinner Oberbürgermeister Edgar Savisaar, durchsetzen können.
Für die konservativen Parteien IRL und Eesti Vabaerakond trat der ehemalige Rechtskanzler der Republik Estland, Allar Jõks, an.
Im ersten Wahlgang erhielt keiner der drei Kandidaten die notwendige Stimmenmehrheit. Daher fand am folgenden Tag ein zweiter Wahlgang statt. Für diesen konnten neue Kandidaten benannt werden.
| Kandidat    | Ja-Stimmen |
| ----------- | ---------- |
| Allar Jõks  | 25         |
| Eiki Nestor | 40         |
| Mailis Reps | 26         |
| Ungültig    | 8          |

### Zweiter Wahlgang im Parlament (30. August 2016)
Auch im zweiten Wahlgang im Parlament erhielt kein Kandidat die erforderliche Mehrheit von 68 Ja-Stimmen. Damit fand am selben Tag ein dritter Wahlgang im Parlament statt. Zur Wahl standen die beiden Bestplatzierten des zweiten Wahlgangs.
| Kandidat    | Ja-Stimmen |
| ----------- | ---------- |
| Allar Jõks  | 21         |
| Siim Kallas | 45         |
| Mailis Reps | 32         |
| Ungültig    | 1          |

### Dritter Wahlgang im Parlament (30. August 2016)
Auch im dritten Wahlgang konnten weder Siim Kallas noch Mailis Reps die erforderliche Zahl der Abgeordneten hinter sich bringen. Daher ging das Recht zur Wahl des Staatspräsidenten nunmehr auf die Wahlversammlung über.
| Kandidat    | Ja-Stimmen |
| ----------- | ---------- |
| Siim Kallas | 42         |
| Mailis Reps | 26         |
| Ungültig    | 30         |

### Erster Wahlgang in der Wahlversammlung (24. September 2016)
Für den ersten Wahlgang waren automatisch Siim Kallas und Mailis Reps gesetzt. Jede weitere Nominierung bedurfte der Unterstützung von mindestens 21 Wahlmännern und -frauen. Am 9. September kündigte die parteilose Außenministerin Marina Kaljurand an, von ihrem derzeitigen Amt zurückzutreten und sich ebenfalls zur Wahl zu stellen. Daneben kandidierten im ersten Wahlgang der Konservative Allar Jõks und der Rechtspopulist Mart Helme.
Im ersten Wahlgang erhielt keiner der Kandidaten die erforderliche Mehrheit. Es kam daher am selben Tag zu einem zweiten Wahlgang. Darin traten die beiden Bestplatzierten, Allar Jõks (83 Stimmen) und Siim Kallas (81 Stimmen), gegeneinander an. Mailis Reps erhielt 79 Stimmen, Marina Kaljurand 75 Stimmen und Mart Helme 16 Stimmen.
| Kandidat         | Ja-Stimmen |
| ---------------- | ---------- |
| Allar Jõks       | 83         |
| Mailis Reps      | 79         |
| Marina Kaljurand | 75         |
| Mart Helme       | 16         |
| Siim Kallas      | 81         |
| Ungültig         | 0          |

### Zweiter Wahlgang in der Wahlversammlung (24. September 2016)
Auch im zweiten Wahlgang konnte keiner der beiden Kandidaten die erforderliche Mehrheit von mehr als der Hälfte der abstimmenden Wahlmänner und -frauen auf sich vereinigen. Siim Kallas erhielt 138 Ja-Stimmen, Allar Jõks 134 Stimmen. 60 Stimmen waren ungültig.
| Kandidat    | Ja-Stimmen |
| ----------- | ---------- |
| Allar Jõks  | 134        |
| Siim Kallas | 138        |
| Ungültig    | 60         |

Damit ging das Wahlrecht erneut auf das Parlament über. Sowohl Siim Kallas als auch Allar Jõks erklärten, sich nicht erneut zu Wahl zu stellen.

### Vierter Wahlgang im Parlament (3. Oktober 2016)
Am 3. Oktober kam erneut das Parlament zur Präsidentschaftswahl zusammen. Als einzige Kandidatin wurde auf Vorschlag des Ältestenrats des Riigikogu die estnische Vertreterin beim Europäischen Rechnungshof, Kersti Kaljulaid, benannt.
In der geheimen Abstimmung erhielt Kersti Kaljuraid 81 Stimmen. Sie wurde damit zum vierten Staatspräsidenten seit Wiedererlangung der estnischen Unabhängigkeit gewählt. Sie tritt ihr Amt mit der Vereidigung vor dem Parlament am 10. Oktober an.
| Kandidatin       | Ja-Stimmen |
| ---------------- | ---------- |
| Kersti Kaljulaid | 81         |
| Ungültig         | 17         |